# ميليسا بيرجلاند
ميليسا بيرجلاند (بالإنجليزية: Melissa Bergland)‏ هي ممثلة أسترالية، ولدت في 1901 في أستراليا.

## وصلات خارجية
- ميليسا بيرجلاند على موقع IMDb (الإنجليزية)
- ميليسا بيرجلاند على موقع قاعدة بيانات الفيلم (الإنجليزية)